# Prawosławna metropolia halicka
Prawosławna metropolia halicka – metropolia cerkwi prawosławnej z siedzibą w Haliczu, istniejąca w latach 1303–1347 oraz 1371–1401.
Została utworzona na ziemiach księstwa halicko-włodzimierskiego dzięki zabiegom księcia Lwa Halickiego i Jerzego I w 1303. 
List nadający status metropolii podpisali patriarcha Konstantynopola Atanazy I i cesarz bizantyjski Andronik II Paleolog. W skład metropolii weszły prawosławne eparchie: halicka, przemyska, włodzimierska, chełmska, łucko-ostrogska i turowska. Pierwszym metropolitą został Grek Nifont (do 1305).
W sierpniu 1347, wskutek zabiegów metropolity kijowskiego Teognosta, decyzją patriarchy Izydora I i cesarza Jana VI Kantakuzena metropolia halicka została zlikwidowana.
Odnowienie prawosławnej metropolii halickiej nastąpiło za rządów Kazimierza Wielkiego. Dzięki jego staraniom patriarcha Konstantynopola Filoteusz Kokkinos w 1371 odnowił metropolię, a metropolitą został biskup halicki Antoni (1371–1391). Do początków XV wieku metropolię halicką uznawała Mołdawia, a jej biskupi podlegali metropolicie halickiemu (1371 – Józef, 1376 – Melecjusz). W 1401 biskup halicki Józef został pierwszym metropolitą mołdawskim (z siedzibą w Suczawie).
Ostatnim prawosławnym metropolitą halickim był biskup łucki Iwan (1391–1401). Nie został on zatwierdzony przez metropolitę moskiewskiego Cypriana, pozbawiony godności, i uwięziony w monastyrze. W związku z tym metropolia przestała istnieć, a Cyprian zaczął używać tytułu „metropolita kijowski, halicki, i całej Rusi”.
Kontynuatorką prawosławnej metropolii halickiej była greckokatolicka metropolia halicka, istniejąca w latach 1807–2005.

## Metropolici haliccy
- Nifont (1303–1305)
- Piotr (1305–1309, w latach 1309–1326 metropolita kijowski i halicki)
- Gabriel (1326–1329)
- Teognost (1329–1331)
- Teodor (1331–1347)

### Po reaktywacji
- Antoni (1371–1391)
- Jan (1391–1401)